# Covers EP
Albums de A Camp
Colonia
(2009)
Covers est le premier EP du groupe A Camp, sorti en 2009, venant quelques mois après leur deuxième album, Colonia. Ce maxi, constitué de trois reprises (covers signifie reprises en anglais), a d'ailleurs été enregistré pendant les sessions d'enregistrement de Colonia.
Il n'a été d'abord disponible uniquement par téléchargement sur iTunes et seulement aux États-Unis, à partir du 9 juin 2009, avant de voir sa diffusion étendue aux autres diffuseurs de musique sur internet et aussi en Europe la semaine suivante, le 16 juin 2009.
Deux des trois titres (Boys Keep Swinging et Us and Them) étaient déjà sortis en Europe comme faces B digitales du single Love Has Left the Room extrait de l'album Colonia. Le troisième titre I've Done It Again était joué régulièrement par le groupe lors de leurs concerts.
Il n'y a, pour l'instant, aucune annonce faite quant à une sortie physique de cet EP.

## Liste des titres
Toutes les chansons de l'album sont créditées : Nina Persson, Nathan Larson et Niclas Frisk.
| No | Titre              | Interprète original | Durée |
| -- | ------------------ | ------------------- | ----- |
| 1. | Boys Keep Swinging | David Bowie         | 3:46  |
| 2. | Us and Them        | Pink Floyd          | 6:56  |
| 3. | I‘ve Done It Again | Grace Jones         | 3:54  |